# Jessica Judd
Jessica Judd (Reino Unido, 7 de enero de 1995) es una atleta británica especializada en la prueba de 800 m, en la que consiguió ser medallista de bronce mundial juvenil en 2011.

## Carrera deportiva
En el Campeonato Mundial Juvenil de Atletismo de 2011 ganó la medalla de bronce en los 800 metros, llegando a meta en un tiempo de 2:03.43 segundos, tras la estadounidense Ajee' Wilson y la china Wang Chunyu (plata con 2:03.23 segundos).